# Oda von Hau
Oda Clara von Hau, född 29 januari 1905 i Riga, död okänt år, var en författare och målare.
Hon var dotter till ingenjören Johann Bernhardt och skulptören Angelika Bernhardt. Hon växte upp i ett konstnärligt hem och fick undervisning i konst redan från barnaåren. För att förkovra sig reste hon på studieresor till Italien, Tyskland och Schweiz. Separat ställde hon ut på Capri 1948 samt i München och på Galerie S:t Nikolaus i Stockholm 1954. Vid sidan av sitt eget skapande arbetade hon som illustratör. Hennes konst består av blomsterstilleben och landskapsskildringar utförda i akvarell eller gouache ofta målat på japanpapper. Von Hau är representerad vid Sigtunastiftelsen.